# Boevange-sur-Attert
Pour l’article homonyme, voir Boevange.
Boevange-sur-Attert (luxembourgeois : Béiwen-Atert, allemand : Böwingen) est une section et un village de la commune luxembourgeoise d'Helperknapp située dans le canton de Mersch.
Le village comptait 826 habitants en 2017.

## Histoire
L’ancienne commune de Buschdorf a fusionné avec Boevange en 1822.
Le 1er janvier 2018, la commune fusionne avec Tuntange pour former la nouvelle commune de Helperknapp.

## Population et société

### Démographie
L'évolution du nombre d'habitants est connue à travers les recensements de la population effectués dans le pays depuis 1821. Les recensements décennaux de la population permettent de caler les chiffres sur la composition de la population par sexe, âge, nationalité et commune de résidence. Entre deux recensements, la population au 1er janvier de l’année {\displaystyle x} est évaluée en ajoutant à la population au 1er janvier de l’année {\displaystyle x-1} les soldes naturel (naissances {\displaystyle -} décès) et migratoire (arrivées {\displaystyle -} départs) de l'année. La même méthode est appliquée pour la répartition par âge au 1er janvier et les effectifs totaux par nationalité. 
Au 1er janvier 2017,  comptait 2 375 habitants.
| 1821 | 1851  | 1871  | 1880  | 1890  | 1900  | 1910 | 1922 | 1930 |
| ---- | ----- | ----- | ----- | ----- | ----- | ---- | ---- | ---- |
| 833  | 1 359 | 1 319 | 1 177 | 1 075 | 1 003 | 975  | 951  | 923  |

| 1935 | 1947 | 1960 | 1970 | 1978  | 1979  | 1981  | 1983  | 1984  |
| ---- | ---- | ---- | ---- | ----- | ----- | ----- | ----- | ----- |
| 948  | 948  | 859  | 878  | 1 060 | 1 105 | 1 126 | 1 200 | 1 240 |

| 1985  | 1986  | 1987  | 1988  | 1989  | 1990  | 1991  | 1992  | 1993  |
| ----- | ----- | ----- | ----- | ----- | ----- | ----- | ----- | ----- |
| 1 270 | 1 310 | 1 330 | 1 323 | 1 335 | 1 360 | 1 405 | 1 483 | 1 525 |

| 1994  | 1995  | 1996  | 1997  | 1998  | 1999  | 2000  | 2001  | 2002  |
| ----- | ----- | ----- | ----- | ----- | ----- | ----- | ----- | ----- |
| 1 582 | 1 605 | 1 649 | 1 657 | 1 682 | 1 715 | 1 745 | 1 760 | 1 767 |

| 2003  | 2004  | 2005  | 2006  | 2007  | 2008  | 2009  | 2010  | 2011  |
| ----- | ----- | ----- | ----- | ----- | ----- | ----- | ----- | ----- |
| 1 735 | 1 770 | 1 824 | 1 869 | 1 892 | 1 937 | 1 930 | 1 945 | 2 037 |

| 2012  | 2013  | 2014  | 2015  | 2016  | 2017  | - | - | - |
| ----- | ----- | ----- | ----- | ----- | ----- | - | - | - |
| 2 079 | 2 179 | 2 250 | 2 277 | 2 280 | 2 375 | - | - | - |

Pour des raisons techniques, il est temporairement impossible d'afficher le graphique qui aurait dû être présenté ici.

## Personnalités liées à la localité
- Joseph Hackin, archéologue, directeur du musée Guimet, compagnon de la Libération.